# ماي ويلسون برستون
ماي ويلسون برستون (بالإنجليزية: May Wilson Preston)‏ هي رسامة توضيحية ورسامة أمريكية، ولدت في 11 أغسطس 1873 في نيويورك في الولايات المتحدة، وتوفيت في 18 مايو 1949 في إيست هامبتون في الولايات المتحدة.

## وصلات خارجية
- ماي ويلسون برستون على موقع IMDb (الإنجليزية)
- ماي ويلسون برستون على موقع الموسوعة البريطانية (الإنجليزية)